# Lucha libre olímpica

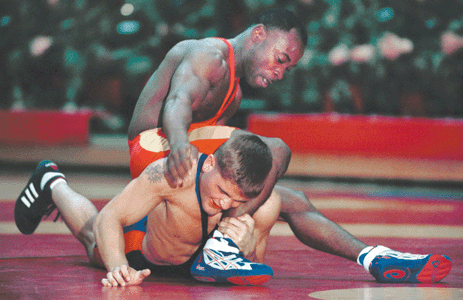
Lucha libre olímpica.

La lucha libre olímpica, lucha olímpica, lucha libre deportiva, lucha técnica o simplemente lucha libre es un deporte en el cual cada participante intenta derrotar a su oponente con el uso de llaves y técnicas de proyección. El objetivo consiste en ganar el combate haciendo caer al oponente al suelo y manteniendo ambos omóplatos del rival fijos sobre el tapiz, el tiempo suficiente para que el árbitro se cerciore de esto, o ganando por puntuación mediante la valoración de las técnicas y acciones conseguidas sobre el adversario.
El término «libre» que denomina la modalidad se refiere a que, a diferencia de la lucha grecorromana donde no se pueden utilizar activamente las piernas ni atacar las del rival, en la lucha libre las piernas son un elemento más del ataque y la defensa. Es decir, no hay restricciones.
Cabe mencionar que la lucha es un deporte de alto rendimiento y de muchas proyecciones de alto grado de dificultad. Por otra parte el término «olímpica» se utiliza para diferenciarla del combate escénico conocido como lucha libre.
La variante femenina de esta modalidad se denomina lucha libre femenina o simplemente lucha femenina. A estas tres modalidades de lucha (lucha grecorromana, lucha libre masculina y lucha libre femenina) se les denomina luchas olímpicas ya que están presentes en los Juegos Olímpicos.

## Historia olímpica
Cuando los Juegos Olímpicos rehicieron su aparición en Olimpia en los primeros Juegos Olímpicos de la era moderna en 1896, se consideró importante que la lucha fuera incluida desde un punto de vista histórico, de tal forma que se volvió uno de los elementos centrales de los Juegos. La lucha grecorromana se percibía como la verdadera reencarnación de la lucha griega y la lucha romana de la Antigüedad, y fue la que estuvo presente en la primera olimpiada.
Sin embargo, y en contra de lo que la gente creía, la lucha que se practicaba en los antiguos juegos olímpicos era similar a la actual lucha libre olímpica, ya que sí que estaba permitido atacar las piernas del adversario, así como usar las propias activamente en el ataque; si era estilo grecorromana solo se permitía hacer llaves de la cintura para arriba, por lo cual el uso de agarres a las piernas era totalmente ilegal en este estilo de combate.
La lucha libre se admitió en los Juegos Olímpicos en la sesión del COI celebrada en París en 1901. Las primeras pruebas olímpicas tuvieron lugar en los Juegos Olímpicos de verano de 1904 a Saint Louis, en los Estados Unidos. Los oficiales olímpicos decidieron añadir esta nueva disciplina, de pasado ciertamente menos rico y menos noble que la anterior pero gozando de un enorme renombre, en particular en Gran Bretaña y en los Estados Unidos, donde era una de las atracciones estrella de las verbenas y ferias del siglo XIX, una forma de entretenimiento profesional. Al igual que la lucha grecorromana, cuenta desde entonces entre las grandes disciplinas de los Juegos Olímpicos.
En 1912, en Suecia, se creó la United World Wrestling (UWW), que es el organismo internacional que dirige este deporte. En la actualidad, la Federación Rusa domina en lucha, en particular en grecorromana, pero es dominada por Estados Unidos en lucha libre. Entre los países de donde salen luchadores de nivel internacional figuran Irán, Turquía y Mongolia, países donde la lucha es el deporte nacional. Para los Juegos Olímpicos de Sídney en 2000, se modificó el programa de lucha. Desde 1972, la lucha se dividía en diez categorías de peso en los dos estilos. En los Juegos de Sídney se presentaron solamente ocho categorías de peso en cada estilo. Los pesos también cambiaron ligeramente y se suprimió la categoría más ligera, llamada comúnmente peso semimosca simplemente.
La reducción del número de categorías de 10 a 7 en LL y en GR permitió la introducción de la lucha femenina con cuatro categorías de peso en los Juegos Olímpicos de Atenas en 2004, aunque en los campeonatos del mundo, al igual que las demás categorías, se disputan 7 pesos. El primer campeonato del mundo de lucha grecorromana fue en Viena en 1904, y el primero de lucha libre tuvo lugar en Helsinki en 1951.
Diecisiete países se compartieron las medallas de lucha libre a los Juegos Olímpicos de 1996 en Atlanta. Fueron 15 en Sídney y 17 en Atenas.

## Reglamento
El reglamento es prácticamente el mismo para las tres modalidades de la lucha olímpica, con la salvedad de la utilización de las piernas en lucha grecorromana.

### El tapiz
La lucha se disputa sobre un tapiz cuadrado de 12x12 metros dividido en tres zonas.

### Vestimenta
Los deportistas visten una "malla" (del francés, "maillot") de una sola pieza de color rojo o azul, según les corresponda, colores oficiales de dichas prendas de combate.

### Categorías de peso y edad
- Las 10 categorías de peso para los séniors (+18) son: 57 kg; 61 kg; 65 kg; 70 kg; 74 kg; 79 kg; 86 kg; 92 kg; 97 kg; 125 kg.
- Las 10 categorías de peso para los juvenil (17,18,19) son: 57 kg; 61 kg; 65 kg; 70 kg; 74 kg; 79 kg; 86 kg; 92 kg; 97 kg; 125 kg.
- Las 10 categorías de peso para los cadetes (15, 16, 17) son: 41-45 kg; 48 kg; 51 kg; 55 kg; 60 kg; 65 kg; 71 kg; 80 kg; 92 kg; 110 kg.
- Las 10 categorías de peso para los escolares (13, 14, 15) son: 34-38 kg; 41 kg; 44 kg; 48 kg; 52 kg; 57 kg; 62 kg; 68 kg; 75 kg; 85 kg.

Los pesos femeninos varían con respecto a los masculinos.

## Cuerpo arbitral
En cada combate, el cuerpo arbitral está compuesto por dos jueces, un árbitro y un auxiliar cronometrista. El árbitro dirige y puntúa el combate desde el interior del colchón, levantando la mano del color del luchador que hace la acción técnica e indicando el puntaje (derecha azul, izquierda rojo), dirigiéndose directamente a los luchadores es quien inicia y termina el combate, sancionando las salidas del colchón, pasividades en el combate y el toque, este previa autorización del presidente de colchón. El juez, desde el exterior del tapiz, colocado frente al presidente de tapiz, observa la acción y emite una puntuación, mostrando la puntuación de acuerdo con la acción independientemente del árbitro. El presidente de tapiz (desde la mesa principal), coordina las decisiones del árbitro y el juez con respecto a la puntuación, anotando las puntuaciones y validando el resultado final. El cronometrista inicia el cronómetro cuando el árbitro sopla el silbato, deteniéndolo y reiniciando cuando el árbitro lo indica, señala en el tablero la puntuación técnica y lanza un objeto al centro de la acción cuando finaliza el tiempo.

### El combate y tipos de victorias
La duración de los combates depende de la categoría de edad de los luchadores siendo dos tiempos de dos minutos para las categorías infantil, escolar y cadete, y dos tiempos de tres minutos para la categoría juvenil y adulto con un descanso de treinta segundos entre periodos.
Existen principalmente tres formas de ganar un combate:
- Por pegada:[3] cuando un luchador mantiene controlado con los dos omóplatos sobre el tapiz a su adversario, el tiempo suficiente para que el cuerpo arbitral lo constate. No importa el marcador.
- Puntuación: aquel que haga la mayoría de puntos técnicos al final de los tiempos de lucha.
- Superioridad técnica: En el estilo libre a la diferencia de diez puntos la lucha se da por terminada. No importa el marcador.

Puntuación:
Las acciones realizadas por los luchadores pueden ser puntuadas por el cuerpo arbitral con 1, 2, 4 o 5 puntos.
1 punto:
- Derribos en que no ponen al rival de espaldas.
- En acciones de suelo, controlar por detrás al luchador rival que no está de espaldas.
- Si el rival huye de una técnica o del tapiz, si el rival sale de pie de la superficie de combate (pisa la zona de protección).
- Si el rival realiza una acción ilegal que no impide a su oponente realizar una técnica y, por lo tanto, puntuar.

2 puntos:
- Técnica de suelo que pone al rival en “posición de peligro” o de tocado inmediato.
- Cuando el rival sale de la superficie de combate en “posición de peligro”.
- Si el rival realiza una acción ilegal que impide realizar tu técnica.
- Al luchador que bloquea y pone en “posición de peligro” al rival después de haber sufrido él una proyección.
- Al colocarse detrás del rival y controlarlo haciendo que sus rodillas o codos toquen el tapiz.

4 puntos:
- Técnica de pie que pone al rival en “posición de peligro”, incluso si lo ha levantado desde una posición de suelo.
- Técnica de pie de “gran amplitud” (que describe un gran arco en el espacio) que no pone al rival en “posición de peligro”, incluso si lo ha levantado desde una posición de suelo.

5 puntos:
- Técnica de pie de “gran ampitud” (que describe un gran arco en el espacio) que pone al rival en “posición de peligro”, incluso si lo ha levantado desde una posición de suelo.

Amonestaciones:
- Técnicas ilegales que no suponen una descalificación directa. Quien recibe tres amonestaciones pierde el combate.

### Sistema de competición
El sistema de competición utilizado es el de eliminación directa con repesca para aquellos luchadores que hayan perdido contra alguno de los finalistas.
Existirá, por tanto, dos terceros, que serán los ganadores de las repescas, y dos quintos, los perdedores. La clasificación a partir del séptimo se realiza, atendiendo a los siguientes criterios, por este orden: mayor número de puntos de clasificación, mayor número de tocados, mayor número de victorias por superioridad, mayor número de periodos ganados por superioridad, mayor número de puntos marcados, menor número de puntos recibidos.
Los puntos de clasificación son puntos otorgados a cada luchador después del combate, en relación con el tipo de victoria o derrota:
- Victoria por abandono: 6 puntos
- Victoria por tocado: 5 puntos.
- Victoria por superioridad técnica en todo el combate: 4 puntos.
- Victoria por puntos: 3 puntos.
- Derrota por tocado: 0 puntos.
- Derrota sin haber marcado puntos: 0 puntos.
- Derrota habiendo marcado puntos y no por tocado: 1 punto.

En el caso de que el número de luchadores de una categoría sea inferior a seis, entonces se empleará el sistema de competición “nórdico”, o sea, todos contra todos, y la clasificación se realizará atendiendo primeramente al número de victorias, y después a los criterios anteriormente descritos.

### Técnicas ilegales
Son ilegales, las técnicas o acciones enumeradas a continuación:
- Técnica de garganta, o estrangulación con una mano a modo de presa.
- Técnica de cabeza y de cuello con las dos manos, así como todas las situaciones y posiciones de estrangulamiento.
- Doble técnica de cuello (Nelson), si no es ejecutada de lado, sin ninguna intervención de las piernas sobre parte alguna del cuerpo del adversario. Para cadetes y escolares, así como en la modalidad femenina está prohibida.
- Llevar el brazo del adversario detrás de su espalda, ejerciendo simultáneamente una presión y en una posición que el antebrazo con el brazo forme un ángulo agudo.
- Ejecutar una técnica en contra de la columna vertebral del adversario.
- Solo serán permitidas las técnicas que lleven un brazo y la cabeza al mismo tiempo.
- Además, en las técnicas de pie y por detrás, mientras el adversario está vuelto cabeza abajo (con la cintura al revés), la proyección no debe realizarse más que hacia un lado y de ninguna manera de arriba abajo (en picado).
- En la ejecución de una técnica, agarrar la cabeza o el cuello del adversario con los dos brazos.
- En lucha libre, la tijera cerrada con los pies cruzados sobre la cabeza, el cuello está prohibido.
- Todo tipo de golpes, rasguños, mordidas, o agarres a la ingle.

Igualmente se prohíbe:
- Llevar vendajes en las muñecas, brazos o tobillos, salvo en el caso de lesión y bajo prescripción médica.
- Presentarse en estado de sudación al inicio del combate y al inicio cada periodo.
- Embadurnarse el cuerpo con materia grasa o pegajosa.
- Llevar cualquier objeto como anillos, pulseras, etc.

## Léxico
- Abra u Open: Requerimiento que hace el árbitro para que un luchador controlado en suelo suelte al atacante o adopte una postura de brazos más abierta.

- Acción: Requerimiento que hace el árbitro para que uno o los dos luchadores sean más activos.

- Árbitro: Oficial que dirige el combate sobre el tapiz.

- Atención: Aviso que hace el árbitro a un luchador antes de amonestarlo.

- Bombero: Movimiento que simula la carga de un bombero del rival por los hombros antes de proyectarlo lateralmente.

- Brazo martillo: movimiento por el cual un luchador proyecta a su adversario sobre su hombro teniéndolo cogido del brazo.

- Cintura en puente: Movimiento a través del cual un luchador voltea en suelo a su rival pasando él por la posición de puente. Rusa.

- Círculo central: pequeño círculo de 1 metro de diámetro situado en el centro del tapiz de lucha.

- Cruce de tobillos: Acción mediante la cual un luchador bloquea las piernas de su rival en el suelo y lo hace girar sobre su espalda.

- Derribo frontal: Movimiento en el cual un luchador hace caer a su rival hacia atrás levantándole las piernas y empujando frontalmente.

- Descalificación: Eliminación de un luchador de un combate por infringir las reglas.

- Entrada a una pierna: Acción por la cual un luchador al avanzar agachado es capaz de agarrar una pierna. En plural si su objetivo es agarrar las dos.

- Forfait: Victoria cuando no se presenta el rival al inicio del combate.

- Pasivo: Situación donde un luchador rehúye el combate en el tapiz, y es penalizado con una amonestación y otorgando un punto a su oponente.

- Fuga de tapiz: Situación donde un luchador sale voluntariamente del tapiz, y es penalizado con una amonestación y otorgando un punto a su oponente si no sale en “posición peligro” o con dos puntos en caso contrario.

- Jefe de tapiz: Oficial responsable de un tapiz. Decide entre uno y otro en caso de desacuerdo entre el árbitro y el juez.

- Juez: Oficial que asiste al árbitro y adjudica los puntos a los luchadores durante el combate.

- Levantada: Acción por la cual un luchador levanta a su rival.

- Liana: Movimiento en el cual un luchador se sirve de sus piernas para voltear al adversario. Tijera.

- Pasada atrás: Acción por la cual un luchador controla por detrás a su rival en el suelo. Vale un punto.

- Pegada: Control del rival que consigue mantener los dos omoplatos de este pegados al tapiz. Esta acción para el combate y proporciona la victoria.

- Periodo: Cada una de las 3 partes independientes en que se divide un combate.

- Posición: Voz con que se dirige el árbitro a un luchador para que adopte la posición correcta de inicio.

- Posición de castigo: Posición consecuencia de una irregularidad en suelo, en la cual un luchador se coloca a 4 patas y el rival coloca las palmas de la mano en sus omoplatos. Puesta a tierra ordenada.

- Presa de gran amplitud: Proyección en la cual el centro de gravedad del adversario es superior al del luchador que proyecta.

- Puente: Posición arqueada que adopta un luchador de espaldas al tapiz, para evitar que su espalda toque el tapiz.

- Puesta a tierra: Llevar al adversario al suelo.

- Puesta a tierra ordenada: Posición consecuencia de una irregularidad en suelo, en la cual un luchador se coloca a 4 patas y el rival coloca las palmas de la mano en sus omoplatos. Posición de castigo.

- Posición de peligro: Posición en la cual la espalda de un luchador forma un ángulo de menos de 90 grados con el tapiz.

- Puntos de clasificación: Puntos otorgados después del combate en relación con el resultado final.

- Puntos técnicos: Puntos marcados durante el combate.

- Rondas de calificación: Rondas efectuadas con el fin de conseguir el número ideal de luchadores para comenzar la eliminación directa.

- Rondas de repesca: Combates que realizan los luchadores que han sido derrotados por los finalistas con el fin de decidir quien consigue la medalla de bronce.

- Rusa: Movimiento a través del cual un luchador voltea en suelo a su rival pasando él por la posición de puente. Cintura en puente.

- Superioridad técnica: En un combate cuando se ganan dos periodos por superioridad técnica. En un periodo cuando se gana por más de 6 puntos de diferencia, dos técnicas de 3 puntos o una técnica de 5 puntos.

- Superficie central de lucha: Círculo central de lucha de 7 metros de diámetro.

- Superficie de protección: Zona comprendida entre la zona de pasividad y el límite del tapiz cuyo objetivo es proteger a los luchadores de posibles lesiones.

- Supléx: Acción en la cual un luchador, mediante un agarre al cuerpo del adversario, lo proyecta por encima de él al arquearse hacia atrás.

- Tackle: Acción de entrada a las piernas en la cual se hace un movimiento lateral de barrido con las manos a fin de derribar al contrario.

- Tiempo: Se acabó el tiempo.

- Tijera: Movimiento en el cual un luchador se sirve de sus piernas para voltear al adversario. Liana.

- Entrada a cintura: movimiento por el cual un luchador mediante un giro desequilibra al contrario, volteándolo al bloquearlo con la cadera.

- Zona de pasividad: Corona de 1 m de ancho exterior a la superficie central de lucha, e interior a la superficie de protección. Sirve para avisar a los luchadores que los límites están cerca.